# Malacomys
Malacomys és un gènere de rosegadors de la família dels múrids. Les tres espècies d'aquest grup són oriündes d'Àfrica. Tenen una llargada de cap a gropa de 12–19 cm, la cua de 12–22 cm i un pes de 50–150 g. El seu hàbitat natural són les zones de vegetació espessa properes a les masses d'aigua. El nom genèric Malacomys significa ‘ratolí tou’ en llatí.